# 漫才協会
一般社団法人漫才協会（まんざいきょうかい）は、主に東京で活動する漫才師が加盟する、漫才公演の開催・漫才師の育成・広報を目的とする一般社団法人である。

## 役員
- 2025年6月改選[1]。

| 役職     | 本名       | 芸名（コンビ名）                     |
| -------- | ---------- | ------------------------------------ |
| 名誉会長 | 下地康夫   | 青空球児（青空球児・好児）           |
| 会長     | 塙宣之     | 塙宣之（ナイツ）                     |
| 副会長   | 齊藤敬     | 宮田陽（宮田陽・昇）                 |
| 副会長   | 三浦昌朗   | 三浦昌朗（ロケット団）               |
| 専務理事 | 谷田部政視 | 青空好児（青空球児・好児）           |
| 常任理事 | 土屋伸之   | 土屋伸之（ナイツ）                   |
| 常任理事 | 山口弘和   | 山口ひろかず（コント山口君と竹田君） |
| 理事     | 倉本剛     | 倉本剛（ロケット団)                  |
| 理事     | 板垣達也   | 宮田昇（宮田陽・昇）                 |
| 理事     | 福田薫     | 福田薫（U字工事）                    |
| 理事     | 益子卓郎   | 益子卓郎（U字工事）                  |
| 理事     | 相沢友美   | トモ（ニックス）                     |
| 理事     | 根津俊弘   | ねづっち                             |
| 理事     | 金清勝則   | かねきよ勝則（新宿カウボーイ）       |
| 理事     | 三好博道   | カルロス三好（オキシジェン）         |
| 理事     | 河田貴正   | 河田キイチ（BOOMER）                 |
| 外部理事 | 高田文雄   | 高田文夫                             |

## 歴史
- 1935年（昭和10年）：「帝都漫才組合」設立。80余組が参加。吉本興業（東京吉本）所属の林家染団治が会長に就任。
- 1940年（昭和15年）：戦時経済下の国家統制機関の一部となる。東京の全漫才師の加盟が強制され、同時に「帝都漫才協会」へ改称。会長に大朝家五二郎、副会長兼書記長に千代田松緑が就任。両名とも専従となる。
- 1943年（昭和18年）：「大日本漫才協会」の東京支部に改称。支部長は引き続き大朝家五二郎[注釈 1]。
- 1945年（昭和20年）：敗戦により消滅。
- 1955年（昭和30年）：「漫才研究会」設立。初代会長にリーガル万吉。
- 1956年（昭和31年）：漫才コンクール初開催。
- 1964年（昭和39年）：漫才協団へ改称。
- 1971年（昭和46年）：真打ち制度を導入。
- 2002年（平成14年）：漫才新人大賞を開始。
- 2005年（平成17年）：旧法のもとで法人格を取得、社団法人漫才協会へと改称。
- 2008年（平成20年）
  - 第1回東京漫才の殿堂入りを発表。
  - 社団法人が廃止され、特例社団法人となる。
  - ナイツがこの年からM-1グランプリに3年連続で決勝に進出。その後メンバーの塙宣之は2018年から継続して審査員として出演している。
- 2015年（平成27年）：YouTube漫才協会公式アカウントを開設し、オリジナル番組である『madio（漫才協会のマジめなラジオ・マジオ）』を全世界に向けて配信を開始した。しかし、諸事情により実質1年ほどで休止となる。
- 2016年（平成28年）：同年の漫才大会で母心、コンパス 、カントリーズ、オキシジェン、新宿カウボーイの5組によるユニット「漫才協会若手五つ星」を結成し、押し出していく方針を発表[2]。公演を定期的に行う[3]計画だったが、約1年の間に4回行ったのみでこの試みは事実上の頓挫。2019年からは母心、オキシジェン、新宿カウボーイの3組による「浅草ニューウェーブ」として再起動を図る[4]。
- 2019年（平成31年）：3月、テレビ番組を主体に活動してきたタレントら12組が加入[5]。その後も一定の実績や知名度を有する芸人の加入が相次ぎ、協会の顔ぶれが大きく変容した年となった。
- 2020年（令和2年）
  - 8月22日、内海桂子名誉会長（第5代会長）が97歳で死去[6] 。
  - 12月1日、浅草東洋館「漫才大行進」12月1日の出演者1名が3日午後に新型コロナウイルス陽性と判明、4日より10日までの同公演が中止となる。
  - 毎年恒例の「漫才大会」は新型コロナウイルス感染症予防の観点から浅草演芸ホールに場所を移し、三部総入れ替え制で12月30日に開催[7]。
- 2021年（令和3年）
  - 6月16日、漫才協会の外部理事として放送作家の高田文夫が就任[8]。
  - 12月19日、1月に協会に加入した錦鯉がM-1グランプリで優勝。同協会員のM-1優勝は初。
  - 前年に引き続き「漫才大会」を浅草演芸ホールで三部総入れ替え制で12月30日に開催。
- 2022年（令和4年）
  - 3月11日、歌謡コーラスグループの純烈が浅草東洋館の「漫才大行進」定席興行に出演し、歌謡、トーク、漫才協会員を交えたトークを披露。以降も3か月に1回を目安に定席興行に特別出演予定[9][10]。
  - 前年に引き続き「漫才大会」を浅草演芸ホールで三部総入れ替え制で12月30日に開催。
- 2023年（令和5年）：協会の役員互選が行われ、青空球児会長が退任し名誉会長に、後任の第7代会長に副会長であったナイツの塙がそれぞれ就任[11]。

## 歴代会長
| 代数 | 芸名               | 本名       | 任期            | 備考                                  |
| ---- | ------------------ | ---------- | --------------- | ------------------------------------- |
| 1    | リーガル万吉       | 寄木昇     | 1955年 - 1956年 | 漫才研究会                            |
| 2    | 都上英二           | 股村太三夫 | 1956年 - 1964年 | 漫才研究会                            |
| 3    | コロムビア・トップ | 下村泰     | 1964年 - 1993年 | 漫才協団                              |
| 4    | リーガル天才       | 曽我忠一   | 1993年 - 1998年 | 漫才協団                              |
| 5    | 内海桂子           | 安藤良子   | 1998年 - 2007年 | 漫才協団→社団法人漫才協会             |
| 6    | 青空球児           | 下地康夫   | 2007年 - 2023年 | 社団法人漫才協会→一般社団法人漫才協会 |
| 7    | 塙宣之             | 塙宣之     | 2023年 -        | 一般社団法人漫才協会                  |

## 主なイベント
- 漫才新人大賞 予選会[注釈 2]
- ばく笑ひぐらし名人会 若手会（毎年4月）
- 大演芸まつり（毎年5月）
- 漫才新人大賞[注釈 3]
- ばく笑ひぐらし名人会（毎年9月）
- 漫才大会（毎年12月30日） - 2019年までは11月に浅草公会堂で行われ、併せて真打ち昇進披露が行われた。この模様は1981年から2015年まで『年忘れ漫才競演』[注釈 4]、2016年は『漫才カーニバル』としてNHK総合テレビで録画放映された。2020年以降は新型コロナウイルス感染拡大防止の観点もあり、浅草演芸ホールに場所を移して12月30日に三部入れ替え制で開催されている。
- 漫才しゃべくり大行進（吉本興業との合同興行）
- 年忘れ漫才大行進（12月30日） - 2019年で浅草演芸ホールの年末特別興行のひとつとして行われていたが、2020年以降は同日に前述の漫才大会が浅草演芸ホールで行われており、休止中。
- 特撰東京漫才

## 定席
- 浅草フランス座演芸場東洋館 - 通称「東洋館」。浅草公園六区に所在。旧浅草フランス座。長年にわたり毎月上席の1日から9日を受け持っていたが、2012年（平成24年）4月より中席も受け持つようになり、毎月1-19日の興行となった（このうち毎月10日の興行は「漫才特選会」として行われる）[13]。興行の名称は「漫才大行進」である。
- なお、漫才協会の所属会員のうち、落語協会または落語芸術協会に所属している会員がおり、その会員はそれぞれの所属団体の定席興行に上がることができる。

## 所属会員
漫才協会ホームページ記載順（2024年9月現在）。近年は外部からの新規入会芸人が大幅に増加しているが、同様にベテランを中心とした漫才コンビの解散（相方の死別も含む）からのピン芸人転向例が増加している。この事から協会では新たな内規を設けており、原則として「相方の死別などの特段の事情がないとピン芸人として協会残留を認めない」「個人的な理由でのコンビ解散は認めない」など、協会在籍者に関する取り決めが厳格化されているという。
外部からの途中入会以外で、若手漫才師が新規に協会員となるためには「芸歴に関係なく、入会5年以内は漫才協会主催の定席公演の進行補助役（当番または手伝いと呼ぶ）を行える者（月3、4回以上）」（入会後は当番を10回程度行った後に、理事の承認が得られ次第、舞台に上がることが可能となる）「入会時に、入会金を支払う意志のある者（コンビで30,000円＝1人15,000円）」「反社会的勢力に属していない、または関与していないこと」「応募時の年齢が概ね35歳まで」などの諸条件があり、書類・ネタ動画選考・面接などの審査が行われる。ただし地方を拠点としている漫才師の場合は例外もある。
年会費は2023年9月現在で1人8,000円。現会長の塙宣之の発言によれば以前は10,000円であったが、新型コロナウイルス感染拡大による興行活動の縮小などもあり、支払いが難しい声が寄せられたことから引き下げられたという。
- 青空球児・好児（青空球児、青空好児）
- おぼん・こぼん（おぼん、こぼん）
- 東城けん（元Wモアモア）（漫談）（落語芸術協会に所属）
- 東京太（漫談）（落語芸術協会に所属）
- 春風ふくた（漫談）
- 東京平（漫談）（落語芸術協会に所属）
- 青空一歩・三歩（青空一歩、青空三歩）
- すず風にゃん子・金魚（すず風にゃん子、すず風金魚）（落語協会に所属）
- 笑組（ゆたか、かずお）（落語協会に所属）
- ビックボーイズ（羽生愁平、なべかずお）
- ナイツ（塙宣之、土屋伸之）（落語芸術協会に所属）
- ロケット団（三浦昌朗、倉本剛）（落語協会に所属）
- 宮田陽・昇（宮田陽、宮田昇）（落語芸術協会に所属）
- たにし（元ホームラン）（漫談）（落語協会に所属）
- コント山口君と竹田君（コント）（山口君、竹田君）（落語芸術協会に所属）
- 幸助・福助（幸助、福助）
- U字工事（福田薫、益子卓郎）
- ホンキートンク（間瀬弾、遊次）（落語協会に所属）
- ニックス（トモ、エミ）（落語協会に所属）
- 真木淳（漫談）
- ぴろき（ウクレレ漫談）（落語芸術協会に所属）
- ねづっち（漫談、謎かけ）（落語芸術協会に所属）
- 青空麒麟児（紙切り）
- 柳家松太郎（紙切り）
- 大空遊平（元ふるさとコンビ）（漫談）（落語協会に所属）
- 結城たかし（元J・J京二・たかし、元ふるさとコンビ）（漫談）（落語協会に所属）
- ナナオ（司会）
- もりあきのり（漫談）
- 中津川弦（漫談）
- おくまん（元カオポイント）（漫談）
- 金谷ヒデユキ（コミックソング）
- ケンメリ（木曽さんちゅう、塩田忠道）
- コンパス（西本宏一、中島和彦）
- 母心（嶋川武秀、関あつし）（落語芸術協会（客員）に所属）
- 新宿カウボーイ（石沢勤、かねきよ勝則）（落語芸術協会に所属）
- オキシジェン（カルロス三好、田中知史）（落語芸術協会に所属[注釈 6]）
- チャイム（松丘慎吾、赤プル）
- X-GUN（西尾季隆、さがね正裕）
- BOOMER（河田キイチ、伊勢浩二）（コント）
- キラーコンテンツ（長谷川崇、和出仁）
- 青空ピー介・プー子（青空ピー介、青空プー子）
- 2世代ターボ（河崎健男、栗本宗昌）
- 芸人THEブラスト（大道芸）（桂でん平、つねむね）
- おしどり（ケン、マコ）（落語協会に所属）
- 道草らくや・てんや（道草らくや、道草てんや）
- 青空一風・千風（青空一風、青空千風）（落語協会に所属）
- はまこ・テラこ（浜田もり平、寺田奈美江）
- 左利き（宮田小介、ダッシュ三浦）
- キープランニング（山本和弥、堀内隆）
- Wリンダ（赤江謙一、世界のうめざわ）
- いち・もく・さん（江口輝、くぼた隆政）
- バイバイ（池田祐樹、永塚学）
- ストロングスタイル（伊藤隆、糸賀清和）（落語芸術協会に所属）[注釈 7]
- ニードル（伊藤政仁、GAKIO）（落語芸術協会に所属）[注釈 7]
- おちもり（森佳樹、越智悠介）
- おせつときょうた（きょうた、おせつ）（落語芸術協会に所属）
- マリア（イーちゃん、サラマンダーゆみみ）
- きんぶら（きんぐまさき、きゅーぴぃゆうき）
- プリンプリン（コント）（田中章、うな加藤）
- エルシャラカーニ（セイワ太一、山本しろう）
- ハマカーン（浜谷健司、神田伸一郎）
- 磁石（佐々木優介、永沢たかし）
- ふじいあきら（奇術）
- コウメ太夫（コント）
- HEY!たくちゃん（ものまね）
- たかまつなな（漫談、コント）
- ビックスモールン（ゴン、チロ、グリ）（ボディアート、ショートコント）
- インスタントジョンソン（じゃい、スギ。、ゆうぞう）
- にゃんこスター（スーパー3助、アンゴラ村長）（コント）
- じゅんいちダビッドソン（ものまね、コント）
- Hi-Hi（上田浩二郎、岩崎一則）
- はたけんじ（ものまね）
- キャン×キャン（ゆっきー、玉城俊幸）
- パラダイムシフト（渡邉飛鳥、高倉直人）
- めろんぱん（稲倉浩基、松川拓弥）
- 春組織（具志堅セイト、新垣一成）
- 爆弾世紀末（田川翔輝、藤崎徳仁）
- なにわプラッチック（三輪善行、かつのり）
- 完熟フレッシュ（池田57CRAZY、池田レイラ）
- プロポーズ（ならた、ギシ）[注釈 8]
- 錦鯉（長谷川雅紀、渡辺隆）
- 小島よしお（漫談）
- はなわ（漫談）
- 三拍子（高倉陵、久保孝真）
- 漫才56号（堀江俊介、宮崎聖也）[注釈 9]
- ぽ～くちょっぷ（篠木正啓、関仁彦）
- とんとん拍子（渡辺結婚式、ハッピー鈴木）
- 大黒天（熊谷旺介、西由樹）
- 九州男子”（水永優成、下地孝明）
- ドルフィンソング（佐野テンパ、三木ふとし）
- びーランチ（松田ひろし、安藤光子）（コント）
- うぐいす餅（山田知、下地きく乃）
- アマレス兄弟（アマレス兄、アマレス太郎）（レスリングコント）
- ポケヤスミ（ポケ、ヤスミ[注釈 10]）
- カミナリ（竹内まなぶ、石田たくみ）
- さくらだモンスター（しょっぴー、マサキ）
- わらふぢなるお（口笛なるお、ふぢわら）
- ママタルト（大鶴肥満、檜原洋平）
- ちゃんぴおんず（日本一おもしろい大崎、だいちゃん）
- マッハスピード豪速球（さかまき。、ガン太さん）
- コント青年団（青木イサム、服部健治）（落語芸術協会に所属）[注釈 11]
- マシンガンズ（滝沢秀一、西堀亮）[注釈 12]
- オリエンタルラジオ（中田敦彦、藤森慎吾）[18]
- 高円寺K（カトー、カク）
- やすと横澤さん（やす、横澤章悟）
- シリアル（にっしん、高松峻平）
- 千﨑（千﨑翔太、千﨑康平）
- あどばるーん（新山大、小野ますのぶ）
- ポカスカジャン（音ネタ）（大久保ノブオ、タマ伸也）
- クマムシ（佐藤大樹、長谷川俊輔）
- サインコサイン（橋本しゅんすけ、仙堂）
- ランフィッシュ（イロ、佐伯チーズ）
- ユリオカ超特Q（漫談）
- パワーステアリング（富永俊平、佐藤友樹）
- らんちゅう（喜助、久保田誠実）[注釈 13]
- ゆんぼだんぷ（カシューナッツ、藤原大輔）
- こたけ正義感（漫談）
- まみわ（まさみず、みわ）
- シューマッハ（五味侑也、中村竜太郎）
- 惑星カッポ（冨田宏紀、笠生隼矢）
- ふうりん（つるた社長、ATSUSHI）
- はまぁや（浜野、琴羽乃あや）
- ホワイトバニラ（野村龍之介、村田玲奈）
- 飛石連休（岩見よしまさ、藤井ペイジ）
- 米ェズ（カントリーズ福田、山口トド）
- マダックス（こいた、鈴木隆晴）
- 三又又三
- 観音日和（築山弘知、工藤弘道）

### 名誉会員
- あした順子

### 過去の主な所属会員
真打ち経験者は当該記事を参照。※印は『東京漫才の殿堂』に入賞したコンビ。
- 青空うれし・青空たのし
- あさかぜ（野村龍之介、古川凱偉）
- 東和子・西〆子
- うすくら屋（旧名ザ・うすくら〜ず）（リョースケ、シュースケ）
- 内海桂子・好江
- 大空ヒット・三空ますみ
- 桂竜夫・竜子
- カントリーズ（えざお、福田純一）（落語芸術協会に所属）[注釈 14]
- コロムビア・トップ・ライト※
- さがみ三太・良太
- 獅子てんや・瀬戸わんや※
- 松鶴家千代若・千代菊※
- 杉ひろし・まり
- たぬきごはん（宍倉孝雄、ほりゆうこ）
- Wけんじ（東けんじ、宮城けんじ）※
- チャンス青木
- 都上英二・東喜美江
- ナンセンス（岸野猛、原田健二）
- 晴乃チック・タック※
- 晴乃ピーチク・パーチク
- 星セント・ルイス※
- ミーナ（喜助、ATSUSHI）
- 宮田洋容・布地由起江（後に由起江は「ふじゆきえ・はなこ」で活動）
- リーガル千太・万吉※
- リーガル天才・秀才※

## 真打（真打ち）制度
漫才協会では、1971年より落語界と同様に「真打」（「真打ち」）制度を導入している。真打ちは各定席のトリ（主任）を務め、弟子を採ることができる。毎年浅草公会堂で開催される「漫才大会」で「真打ち昇進披露」が行われていた（「漫才大会」が年末に移行したため、11月の浅草東洋館定席興行内でお披露目が行われる）。
真打（真打ち）制度は、1970年、当時会長であったコロンビア・トップが提唱したもので、公式には戦前にあった「暗黙のうちに」前座、真打とする見方を復活させるという位置づけであったが、内実はテレビ番組出演時のギャラアップのためのデモンストレーションと若手への励みとするものであった。
真打（真打ち）昇進は、ここ近年は1年につき1組が慣例となっているが、必ずしも毎年真打ち昇進が出る訳ではない。また、松鶴家千代若・千代菊、獅子てんや・瀬戸わんや、内海桂子・好江、星セント・ルイス、おぼん・こぼんなどのように、公式には真打ちに昇進した記録がないコンビも主任（トリ）を務めたり、協会幹部への就任や弟子を採ったりと実質的に真打ちと同等の扱いがされる場合もある。なお、漫才以外の芸人が真打ちに昇進した記録は確認できない。
昇進には協会への在籍が10年以上という内規があるが、ブレイクにより「飛び級」で認められる場合がある（Wコロン、U字工事など）。
2023年に協会の体制が塙会長に交代して以降は、真打（真打ち）昇進前の中堅のコンビ（エルシャラカーニ、X-GUNなど）や漫才以外の芸人（ぴろき、ねづっちなど）が主任を務める機会も増えつつあり、階級に捉われない番組編成が見られる。
2024年のオキシジェンの昇進以降は、協会ホームページなどの表記も「真打ち」から「真打」に改められている。

## 歴代真打（真打ち）
なお「（現存しない）」との印が付いたユニットは、メンバーの死去・解散などの理由により現存しないユニットである。※印は『東京漫才の殿堂』に入賞したコンビを表す。
| 代数 | ユニット名                           | 昇進年 | 備考 |
| ---- | ------------------------------------ | ------ | --- |
| 01   | 青空千夜・一夜（現存しない）※        | 1971年 | 1991年に千夜、1996年に一夜がぞれぞれ死去 |
| 02   | 新山ノリロー・トリロー（現存しない） | 1972年 | 1985年解散、2022年にノリローが死去（トリローは没年不詳だが既に物故者） |
| 03   | 東京二・京太（現存しない）           | 1973年 | 1985年解散、現在は京太は「東京太・ゆめ子」として活動 京二は漫談のほか、弟子の結城たかしと「J・J京二・たかし」として活動後、2024年に解散し漫才協会を退会                                                                                     |
| 04   | 大空みつる・ひろし（現存しない）     | 1974年 | |
| 05   | あした順子・ひろし（現存しない）     | 1976年 | 2015年にひろしが死去、順子は事実上引退状態に（名誉会員として漫才協会に籍は残す） |
| 06   | 春日三球・照代（現存しない）※        | 1977年 | 1987年照代死去、三球は芳賀みちるとコンビ結成、さらに解散後は漫談で活動していたが、2023年に死去 |
| 07   | 青空球児・好児                       | 1979年 | |
| 08   | Wエース（現存しない）※               | 1980年 | 2003年に丘エース、2004年に谷エースがそれぞれ死去 |
| 09   | 昭和のいる・こいる（現存しない）     | 1984年 | のいるが病気療養のため活動休止、こいるのみ漫談で活動していたが、2021年にこいるが死去し、2025年にのいるも死去 |
| 10   | 新山えつや・ひでや（現存しない）     | 1985年 | えつやが病気療養のため活動休止、「新山ひでや・やすこ」として活動していたが、2019年にひでやが死去 |
| 11   | Wモアモア（現存しない）              | 1986年 | 2020年解散、2022年に東城しんが死去、現在は東城けんのみ漫談で活動 |
| 12   | 大瀬ゆめじ・うたじ（現存しない）     | 1988年 | 2013年解散、「大瀬ゆめじ」「うたじ」としてそれぞれ漫談で活動していたが、2023年にゆめじ、2024年にうたじが死去 |
| 13   | 東京丸・京平（現存しない）           | 1989年 | 2021年に京丸が死去、現在は京平のみ漫談で活動 |
| 14   | 高峰和才・洋才（現存しない）         | 1990年 | 2011年解散、和才のみ漫談で活動していたが、2022年に和才が死去 |
| 15   | 春風こうた・ふくた（現存しない）     | 1991年 | 2021年にこうたが死去、現在ふくたのみ漫談で活動 |
| 16   | 青空一歩・三歩                       | 1995年 | |
| 17   | セーラーズ（現存しない）             | 1996年 | 初の女性コンビの真打、2005年解散 |
| 18   | 大空遊平・かほり（現存しない）       | 1997年 | 2015年解散、その後遊平は結城たかしと組んで「ふるさとコンビ」として活動していたが、現在は漫談で活動 |
| 19   | すず風にゃん子・金魚                 | 2003年 | 女性コンビ真打2組目 |
| 20   | 笑組                                 | 2005年 | |
| 21   | ビックボーイズ                       | 2006年 | |
| 22   | ナイツ                               | 2010年 | |
| 23   | ロケット団                           | 2011年 | |
| 24   | Wコロン（現存しない）                | 2012年 | 2015年解散、現在はねづっちは漫談で活動、木曽さんちゅうは塩田忠道と組んで「ケンメリ」として漫才で活動 |
| 25   | 宮田陽・昇                           | 2013年 | |
| 26   | ホンキートンク                       | 2014年 | 2019年7月末で利は脱退、その後「天草ヤスミ」に改名し漫談のほか、ポケと組んで「ポケヤスミ」として漫才で活動 （落語協会は「天草ヤスミ」個人名義、漫才協会は「ポケヤスミ」として在籍） 弾は遊次とコンビを結成し「ホンキートンク」として再び活動 |
| 27   | ニックス                             | 2016年 | 女性コンビ真打3組目 |
| 28   | U字工事                              | 2017年 | |
| 29   | オキシジェン                         | 2024年 | |

## 東京漫才の殿堂
東京漫才の発展に貢献した漫才師をたたえるため、漫才協会が制定した制度。過去11組制定されているが、2012年を最後に選定が行われていない。

## 映画
2024年3月1日、ドキュメンタリー映画『漫才協会 THE MOVIE 舞台の上の懲りない面々』が公開された。監督はナイツ・塙宣之。
出演者
- ナレーション：小泉今日子 / ナイツ・土屋伸之
- 題字・お目付役：高田文夫（漫才協会外部理事）
- 青空球児・好児、おぼん・こぼん、ロケット団 宮田陽・昇 たにし、U字工事、ねづっち、大空遊平、はまこ・テラこ、錦鯉
- ビートきよし（特別出演）、爆笑問題（友情出演）、サンドウィッチマン（友情出演）

エンディングテーマ
- ザ・ハイロウズ「笑ってあげる」

挿入曲
- 作曲・ピアノ：紀平凱成

## 書籍
- 『ザ・漫才協会ファンブック』 一般社団法人漫才協会（主婦の友社）2023年3月 ISBN 978-4074535750